# Николай (Чуфаровский)
Архиепи́скоп Никола́й (в миру Алекса́ндр Матве́евич Чуфа́ровский; 13 [25] ноября 1884, Чуфарово, Ярославская губерния — 7 марта 1967, Ярославль) — епископ Русской православной церкви, архиепископ Рязанский и Касимовский.

## Биография
Александр Матвеевич Чуфаровский родился 13 (25) ноября 1884 в селе Чуфарово Ростовского уезда (ныне — в Ростовском районе Ярославской области).
В 1908 году окончил Ярославскую духовную семинарию. Поступил в Варшавский университет на юридический факультет, окончить который ему не пришлось, так как после второго курса вынужден был принять сан, чтобы содержать семью.
14/27 ноября 1910 года рукоположен во священника к Ростовскому Успенскому собору.
С 1915 года — полковой священник 206-го запасного пехотного полка.
С 1918 года — священник в Ростовском соборе, возведён митрополитом Агафангелом (Преображенским) в сан протоиерея. С 1923 года — настоятель собора.
С 1928 года — настоятель Тихвинской церкви в Ярославле.
С 1930 года — настоятель Донской церкви в Ярославле.
С 1931 года — настоятель Вознесенской церкви города Шуи, Ивановской области.
С 1932 года — настоятель Введенской церкви города Рыбинска.
С 1933 года — настоятель Иоанно-Богословской церкви города Ярославля. С 1934 года — настоятель Леонтиевой церкви города Ярославля. С 1936 года — настоятель Феодоровской церкви города Ярославля.
С 1940 года — настоятель Воскресенского собора города Тутаева, Ярославской области. С 1941 года — настоятель Вознесенской церкви города Данилова, Ярославской области.
С 1942 года — настоятель Воскресенской церкви города Буй, Костромской области.
С 1943 года — настоятель Благовещенской церкви Яковлевской слободы Ярославской епархии.
4  мая 1944 года на приёме у Г. Г. Карпова патриарх Сергий (Страгородский; † 15 мая 1944) согласовал назначение «благочинного гор. Ярославля Чуфаровского» «в качестве епископа ... на Полтавскую епархию».
19 мая 1944 года в Крестовой Патриаршей церкви Епископом Дмитровским Иларием (Ильиным) пострижен в монашество с именем Николай.
20 мая наречён, а 21 мая 1944 года хиротонисан во епископа Полтавского и Кременчугского. Хиротонию совершали: Патриарший Местоблюститель Митрополит Ленинградский и Новгородский Алексий (Симанский), Митрополит Киевский и Галицкий Иоанн (Соколов) и Архиепископ Саратовский и Сталинградский Григорий (Чуков).
С 23 мая 1944 года — епископ Волынский и Луцкий. С 3 января 1945 года — епископ Волынский и Ровенский. При нём в Луцке 26 октября 1945 года были открыты богословско-пастырские курсы.
С 3 января 1946 года — епископ Ижевский и Удмуртский.
С 30 октября 1947 года — епископ Астраханский и Сталинградский.
С 12 декабря 1947 года — епископ Орловский и Брянский.
В 1947 году награждён медалью «За доблестный труд в Великой Отечественной войне 1941—1945 гг.».
С 8 по 18 июля 1948 года был участником церковных торжеств по случаю 500-летия автокефалии Русской Православной Церкви.
С 19 октября 1949 года — епископ Ростовский и Новочеркасский.
С 27 марта 1951 года — епископ Рязанский и Касимовский.
Руководил работами по росписи кафедрального Борисоглебского собора Рязани. Любил всё старинное, церковное, русское. Особое внимание уделял хору.
25 февраля 1959 года возведён в сан архиепископа.
С 1 июня 1963 года уволен на покой.
Скончался 7 марта 1967 года в Ярославле. Похоронен у алтаря Троицкой церкви посёлка Смоленское города Ярославля.

## Публикации
- Воинствующий католицизм // Журнал Московской Патриархии. 1945. — № 4. — С. 19-21.
- Способ варки ладана // Журнал Московской Патриархии. 1946. — № 1. — С. 47.
- Пастырство монастырское, или старчество [Фрагменты] / Подготовка текста, вступительная заметка и примечания А. Л. Беглов, П. Б. Сержантов // Альфа и Омега. 1999. — № 2 (20). — С. 173—184.